# Forn solar

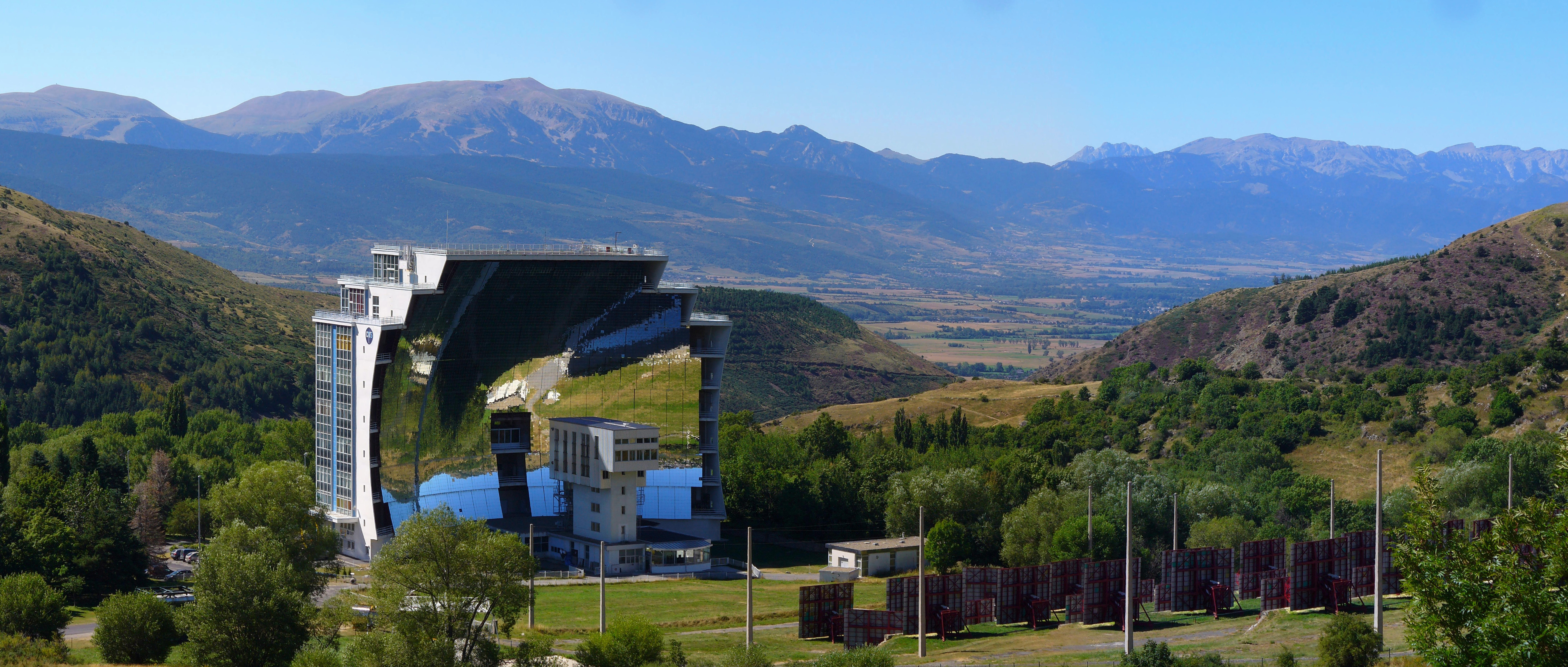
El forn solar situat aFont-romeu, Odelló i Vià a l'Alta Cerdanya pot aconseguir temperatures de fins a 3500 °C.

Un forn solar és una estructura que usa energia solar concentrada per produir altes temperatures, usualment per a usos industrials. Reflectores parabòlics o heliòstats concentren la llum (d'insolació) sobre un punt focal. La temperatura en el punt focal pot aconseguir els 3500 °C, i aquesta calor pot ser usat per generar electricitat, fondre acer, fabricar combustible d'hidrogen o nanomaterials.
El forn solar més gran és el forn solar d'Odelló, situat a Font-romeu, Odelló i Vià (Alta Cerdanya, Catalunya del Nord), i va ser inaugurat l'any 1970. Empra un conjunt de miralls plans per recol·lectar la llum del sol, reflectint-la sobre un gran mirall corb.

## Història
En grec antic/llatí el terme heliocaminus significa ‘forn solar’ i es refereix a un solari tancat per vidres intencionalment dissenyat per tenir una temperatura interna més alta que la temperatura de l'aire extern.
Es diu que durant la Segona Guerra Púnica (218-202 a. C.) el científic grec Arquimedes pot repel·lir l'atac de vaixells romans en incendiar-los usant un “vidre incendiari” que podria haver estat un conjunt de miralls. En un experiment per comprovar aquesta història realitzat per un grup a l'Institut Tecnològic de Massachusetts l'any 2005, van concloure que encara que això pot ser efectiu contra blancs estacionaris, el més probable és que els miralls no haguessin estat capaços de concentrar la suficient energia solar com incendiar un vaixell sota condicions reals de batalla.
Els notoris resultats obtinguts per Lavoisier no van ser explotats fins que s'acabà la Segona Guerra Mundial quan els recercadors del C.N.R.S (Centre Nacional de la Recerca Científica, França) s'hi van començar a interessar. Els forns solars formen part dels anomenats sistemes passius, ja que l'energia s'utilitza en la mateixa instal·lació per a la fosa i el tractament de materials.
El primer forn solar modern a ser construït va ser realitzat a França l'any 1949 per Félix Trombe. Encara avui es troba en el Montlluís, prop d'Odelló. Es va escollir els Pirineus perquè el lloc té cels buidats fins a 300 dies per any.
Un altre forn solar fou construït a l'Uzbekistan com a part de les Instal·lacions de Recerca del Complex “Sun” de la Unió Soviètica impulsat per l'acadèmic S. A. Asimov.

## Usos
Els raigs són enfocats sobre una àrea de la grandària d'una olla i poden atènyer una temperatura de 4.000 °C, depenent del procés, per exemple: Aproximadament 1000 °C per a receptors metàl·lics produint aire calent per a la següent generació de torres solars com serà provat a la central solar Thémis del Projecte Pegase.
- Aproximadament 1400 °C per produir hidrogen trencant molècules de metà.[6]
- Fins a 2500 °C per provar materials que seran usats en ambients extrems com reactors nuclears o vehicles espacials per a reentrades atmosfèriques.
- Fins a 3500 °C per produir nanomaterials per sublimació induïda solar i refredament controlat, tal com nanotubs de carboni[7] o nanopartícules de cinc.[8]

Els forns solars podrien servir en l'espai per fer energia per a procediments industrials.

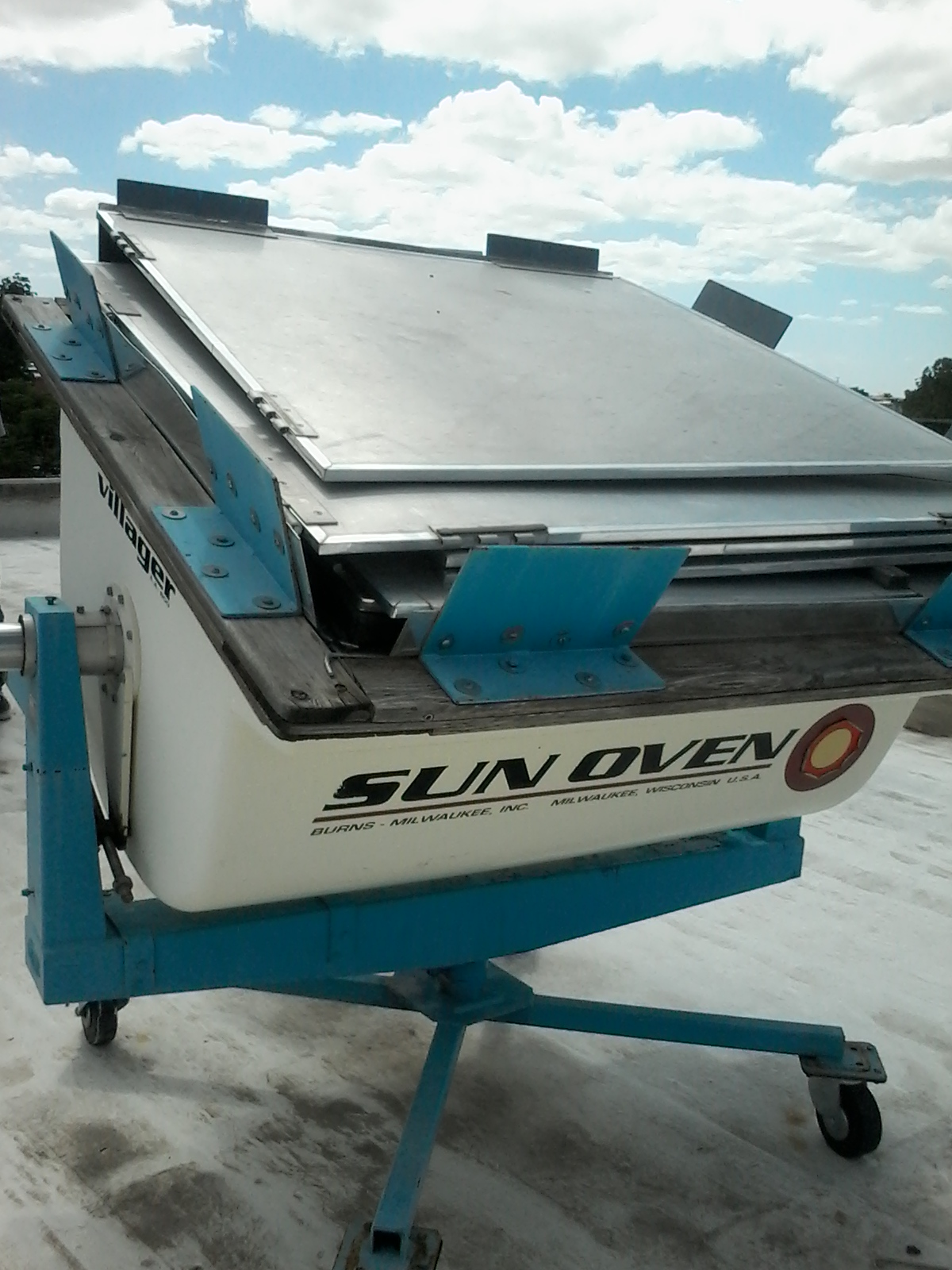
Forn solar per cuinar aliments

Com que depèn d'un clima assolellat això posa límits a les aplicacions com a font d'energia renovable a la Terra però podria ser combinat amb sistemes d'emmagatzematge d'energia termal per a la producció d'energia durant dies ennuvolats o durant la nit.

## Dispositius de petita escala
El principi del forn solar es fa servor per a construir cuines solars barates i paellers solars, i per la pasteurització solar d'aigua. El 2008; a l'Índia es va construir un prototip de reflector Scheffler per a un crematori. Aquest reflector de 50 m² generarà temperatures de 700 °C i substituirà 200-300 kg de llenya que cal per a una cremació.